# Андре Са
Андре Са (порт. André Sá; нар. 6 травня 1977) — колишній бразильський тенісист.
Найвищу одиночну позицію світового рейтингу — 55 місце досяг 12 серпня 2002, парну — 17 місце — 2 лютого 2009 року.
Здобув 11 парних титулів.
Найвищим досягненням на турнірах Великого шолома був півфінал в парному розряді.
Завершив кар'єру 2018 року.

## Фінали турнірів ATP за кар'єру

### Парний розряд: 30 (11–19)
| Легенда                                     |
| Турніри Великого шолома (0–0)               |
| Серія Мастерс 1000 Світового Туру ATP (0–0) |
| Серія 500 Світового туру ATP (0–1)          |
| Серія 250 Світового туру ATP (11–18)        |

| Фінали за покриттям |
| Тверде (3–5)        |
| Ґрунт (7–9)         |
| Трава (1–5)         |

| Фінали за типом корту |
| Відкритий (10–17)     |
| Закритий (1–2)        |

| Результат | В-П   | Дата     | Турнір                                          | Рівень        | Покриття   | Партнер             | Суперники                                   | Рахунок                |
| --------- | ----- | -------- | ----------------------------------------------- | ------------- | ---------- | ------------------- | ------------------------------------------- | ---------------------- |
| Поразка   | 0–1   | Лют 1998 | Pacific Coast Championships, США                | Світова серія | Тверде (i) | Нелсон Аертс        | Марк Вудфорд Тодд Вудбрідж                  | 1–6, 5–7               |
| Поразка   | 0–2   | Лют 2001 | Богота Open, Колумбія                           | Інтернешнл    | Ґрунт      | Мартін Родрігес     | Маріано Худ Себастьян Прієто                | 6–2, 6–4               |
| Поразка   | 0–3   | Лип 2001 | Hall of Fame Tennis Championships, США          | Інтернешнл    | Трава      | Гленн Вейнер        | Боб Браян Майк Браян                        | 6–3, 7–5               |
| Перемога  | 1–3   | Вер 2001 | Hong Kong Tennis Open, КНР                      | Інтернешнл    | Тверде     | Карстен Браш        | Петр Лукса Радек Штепанек                   | 6–0, 7–5               |
| Поразка   | 1–4   | Лип 2002 | Dutch Open, Нідерланди                          | Інтернешнл    | Ґрунт      | Алешандре Сімоні    | Джефф Кутзе Кріс Гаггард                    | 7–6(7–1), 6–3          |
| Поразка   | 1–5   | Вер 2002 | Brasil Open, Бразилія                           | Інтернешнл    | Тверде     | Густаво Куертен     | Скотт Гамфріс Марк Мерклейн                 | 6–3, 7–6(7–1)          |
| Поразка   | 1–6   | Лип 2003 | Dutch Open, Нідерланди (2)                      | Інтернешнл    | Ґрунт      | Кріс Гаггард        | Девін Бовен Ешлі Фішер                      | 6–0, 6–4               |
| Перемога  | 2–6   | Кві 2007 | Estoril Open, Португалія                        | Інтернешнл    | Ґрунт      | Марсело Мело        | Мартін Гарсія Себастьян Прієто              | 3–6, 6–2, [10–6]       |
| Перемога  | 3–6   | Лют 2008 | Відкритий чемпіонат Бразилії                    | Інтернешнл    | Ґрунт      | Марсело Мело        | Альберт Монтаньєс Сантьяго Вентура Бертомеу | 4–6, 6–2, [10–7]       |
| Перемога  | 4–6   | Тра 2008 | Hypo Group Tennis International, Австрія        | Інтернешнл    | Ґрунт      | Марсело Мело        | Юліан Ноул Юрген Мельцер                    | 7–5, 6–7(3–7), [13–11] |
| Поразка   | 4–7   | Чер 2008 | Queen's Club Championships, Велика Британія     | Інтернешнл    | Трава      | Марсело Мело        | Деніел Нестор Ненад Зімоньїч                | 4–6, 6–7(3–7)          |
| Перемога  | 5–7   | Сер 2008 | Connecticut Open, США                           | Інтернешнл    | Тверде     | Марсело Мело        | Магеш Бгупаті Марк Ноулз (тенісист)         | 7–5, 6–2               |
| Поразка   | 5–8   | Бер 2009 | Delray Beach Open, США                          | Серія 250     | Тверде     | Марсело Мело        | Боб Браян Майк Браян                        | 4–6, 4–6               |
| Перемога  | 6–8   | Тра 2009 | Austrian Open Kitzbühel, Австрія                | Серія 250     | Ґрунт      | Марсело Мело        | Андрей Павел Горія Текеу                    | 6–7(9–11), 6–2, [10–7] |
| Поразка   | 6–9   | Чер 2009 | Queen's Club Championships, Велика Британія (2) | Серія 250     | Трава      | Марсело Мело        | Веслі Муді Михайло Южний                    | 6–4, 4–6, [10–6]       |
| Поразка   | 6–10  | Лют 2011 | Buenos Aires Open, Аргентина                    | Серія 250     | Ґрунт      | Франко Феррейро     | Олівер Марах Леонардо Маєр                  | 7–6(8–6), 6–3          |
| Поразка   | 6–11  | Сер 2011 | Austrian Open Кіцбюель, Австрія                 | Серія 250     | Ґрунт      | Франко Феррейро     | Даніеле Браччалі Сантьяго Гонсалес          | 6–7(1–7), 6–4, [9–11]  |
| Перемога  | 7–11  | Вер 2011 | Moselle Open, Франція                           | Серія 250     | Тверде (i) | Джеймі Маррей       | Лукаш Длоуги Марсело Мело                   | 6–4, 7–6(9–7)          |
| Поразка   | 7–12  | Лют 2012 | Відкритий чемпіонат Бразилії (2)                | Серія 250     | Ґрунт (i)  | Міхал Мертиняк      | Ерік Буторак Бруно Соарес                   | 6–3, 4–6, [8–10]       |
| Поразка   | 7–13  | Лют 2012 | Buenos Aires Open, Аргентина (2)                | Серія 250     | Ґрунт      | Міхал Мертиняк      | Давід Марреро Фернандо Вердаско             | 4–6, 4–6               |
| Поразка   | 7–14  | Бер 2012 | Делрей-Біч Open, США (2)                        | Серія 250     | Тверде     | Міхал Мертиняк      | Колін Флемінг Росс Гатчінс                  | 6–2, 6–7(5–7), [13–15] |
| Поразка   | 7–15  | Лип 2012 | Stuttgart Open, Німеччина                       | Серія 250     | Ґрунт      | Міхал Мертиняк      | Жеремі Шарді Лукаш Кубот                    | 1–6, 3–6               |
| Перемога  | 8–15  | Бер 2015 | Buenos Aires Open, Аргентина                    | Серія 250     | Ґрунт      | Яркко Ніємінен      | Пабло Андухар Олівер Марах                  | 4–6, 6–4, [10–7]       |
| Перемога  | 9–15  | Чер 2015 | Nottingham Open, Велика Британія                | Серія 250     | Трава      | Кріс Гуччоне        | Пабло Куевас Давід Марреро                  | 6–2, 7–5               |
| Перемога  | 10–15 | Лип 2015 | Відкритий чемпіонат Хорватії з тенісу, Хорватія | Серія 250     | Ґрунт      | Максімо Гонсалес    | Маріуш Фирстенберг Сантьяго Гонсалес        | 4–6, 6–3, [10–5]       |
| Поразка   | 10–16 | Жов 2015 | Shenzhen Open, КНР                              | Серія 250     | Тверде     | Кріс Гуччоне        | Джонатан Ерліх Колін Флемінг                | 1–6, 7–6(7–3), [6–10]  |
| Поразка   | 10–17 | Кві 2016 | Romanian Open                                   | Серія 250     | Ґрунт      | Кріс Гуччоне        | Флорін Мерджа Горія Текеу                   | 5–7, 4–6               |
| Поразка   | 10–18 | Чер 2016 | Queen's Club Championships, Велика Британія     | Серія 500     | Трава      | Кріс Гуччоне        | П'єр-Юг Ербер Ніколя Маю                    | 3–6, 6–7(5–7)          |
| Перемога  | 11–18 | Бер 2017 | Відкритий чемпіонат Бразилії                    | Серія 250     | Ґрунт      | Рожеріу Дутра Сілва | Маркус Даніелл Марсело Демолінер            | 7–6(7–5), 5–7, [10–7]  |
| Поразка   | 11–19 | Чер 2017 | Eastbourne International, Велика Британія       | Серія 250     | Трава      | Роган Бопанна       | Боб Браян Майк Браян                        | 7–6(7–4), 4–6, [3–10]  |

## Часова шкала результатів на турнірах Великого шлему
| W | Ф | ПФ | ЧФ | #Р | КТ | К# | DNQ | A | NH |

### Одиночний розряд
| Турнір                                 | 1998 | 1999 | 2000 | 2001 | 2002 | 2003 | 2004 | В-П  |
| -------------------------------------- | ---- | ---- | ---- | ---- | ---- | ---- | ---- | ---- |
| Відкритий чемпіонат Австралії з тенісу |      |      |      | 2р   | 1р   | 1р   |      | 1–3  |
| Відкритий чемпіонат Франції з тенісу   |      |      | 1р   |      | 1р   | 1р   |      | 0–3  |
| Вімблдонський турнір                   | 1р   | 2р   | 1р   | 1р   | ЧФ   | 2р   | 1р   | 6–7  |
| Відкритий чемпіонат США з тенісу       |      |      | 2р   | 2р   | 1р   |      |      | 2–3  |
| В-П                                    | 0–1  | 1–1  | 1–3  | 2–3  | 4–4  | 1–3  | 0–1  | 9–16 |

### Парний розряд
| Турнір                                 | 1997 | 1998 | 1999 | 2000 | 2001 | 2002 | 2003 | 2004 | 2005 | 2006 | 2007 | 2008 | 2009 | 2010 | 2011 | 2012 | 2013 | 2014 | 2015 | 2016 | 2017 | В-П   |
| -------------------------------------- | ---- | ---- | ---- | ---- | ---- | ---- | ---- | ---- | ---- | ---- | ---- | ---- | ---- | ---- | ---- | ---- | ---- | ---- | ---- | ---- | ---- | ----- |
| Відкритий чемпіонат Австралії з тенісу |      | 1р   | 1р   |      |      | 1р   | 1р   | ЧФ   | 1р   |      |      | 1р   | 2р   | 1р   | 1р   | 2р   | 2р   | 1р   | 1р   | 1р   | 1р   | 7–16  |
| Відкритий чемпіонат Франції з тенісу   |      | 1р   |      |      |      | 3р   | 1р   | 1р   | 1р   |      | 2р   | 2р   | 1р   | 3р   | 1р   | 1р   | 3р   | 3р   | 3р   | 3р   | 2р   | 15–16 |
| Вімблдонський турнір                   |      | 1р   |      |      |      | 1р   | 3р   | 2р   | 1р   | 3р   | ПФ   | 3р   | 2р   | 1р   | 1р   | 2р   | 1р   | 3р   | 1р   | 1р   | 1р   | 16–16 |
| Відкритий чемпіонат США з тенісу       | 1р   | 1р   | 1р   |      | 1р   | 1р   | 1р   | 1р   |      |      | ЧФ   | 3р   | 2р   | 1р   | 1р   | 1р   | 2р   | 2р   | 1р   | ЧФ   | 1р   | 13–18 |
| В-П                                    | 0–1  | 0–4  | 0–2  | 0–0  | 0–1  | 2–4  | 2–4  | 5–4  | 0–3  | 2–1  | 10–3 | 5–4  | 3–4  | 2–4  | 0–4  | 2–4  | 4–4  | 5–4  | 2–4  | 6–4  | 1–4  | 51–66 |